# Jackson Guitars
Jackson Guitars är ett amerikanskt gitarrfabrikat som idag ägs av Fender Musical Instruments Corporation. Deras gitarrmodeller är kända för sina fantasifulla former och färger. De har ofta symboler som lack.

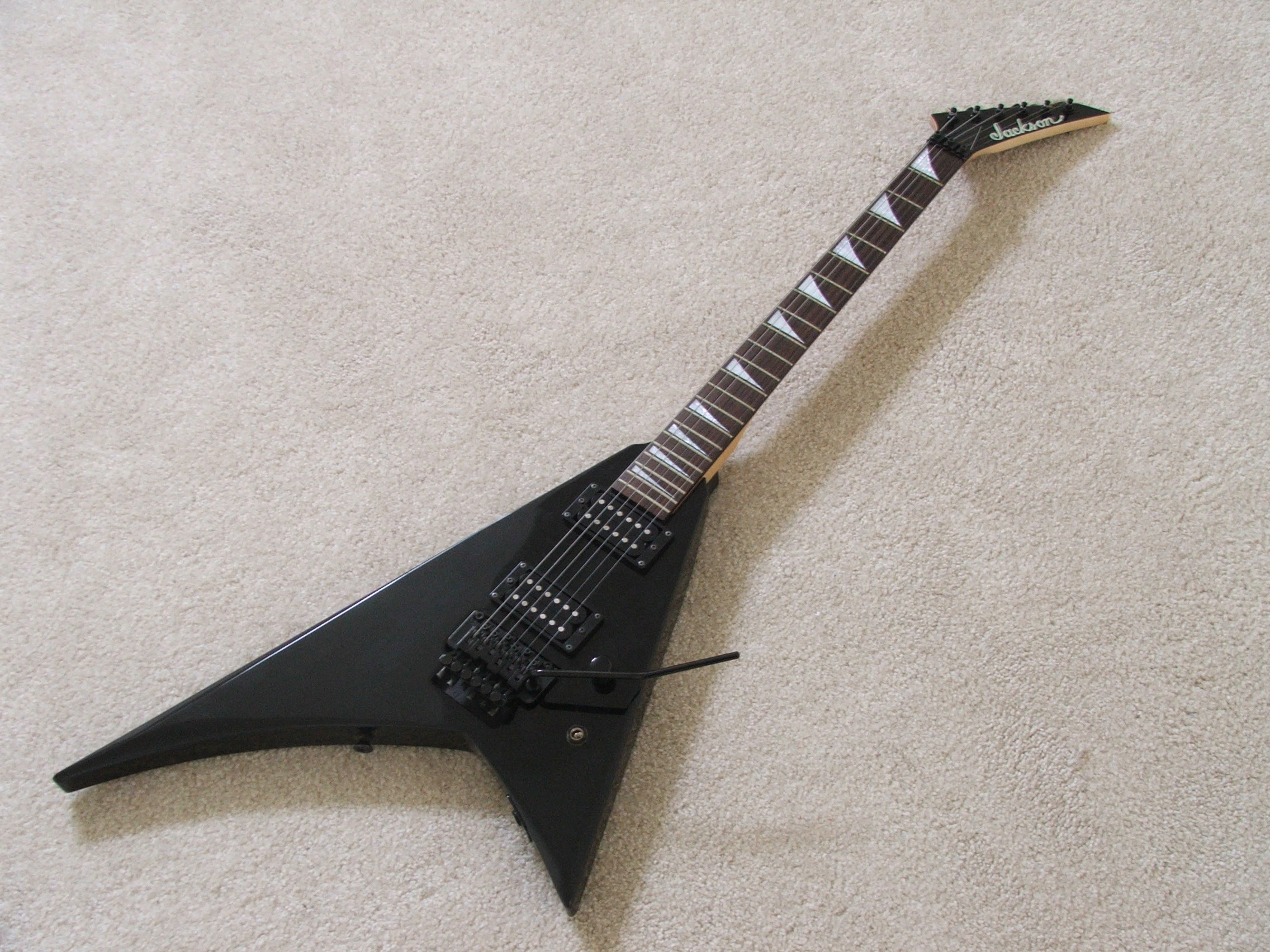
Jackson Randy Rhoads JS20

Kända musiker som använder/har använt modeller inom märket ett signifikativt antal gånger:
- Marty Friedman - fd. Megadeth och Cacophony
- Phil Demmel - Machine Head
- Matt Tuck - Bullet for My Valentine
- Phil Collen - Def Leppard
- Mark Morton - Lamb of God
- Adrian Smith - Iron Maiden
- Dave Mustaine - Megadeth (Mustaine var under en lång tid associerad med King V-modellen)

Märket härstammar från gitarrbyggaren Wayne Charvels egna företag – Charvel Guitars – som sedan togs över av en nära kollega till Charvel, Grover Jackson. Under den nya ägarens tidigaste år behölls namnet, men ändrades dock till ägarens egna namn efter ett antal års erfarenhet inom gitarrindustrin. De kändaste modellerna, samt mest framgångsrika, riktar sig till musiker som innehar mer element inom rock och liknande "tunga" genrer som till exempel hårdrock och heavy metal.

## Kända modeller
- Jackson Kelly
- Jackson Soloist – Vars förebild sägs vara Charvels modell kallad "Model 6"
- Jackson Randy Rhoads – Modellen designades av gitarristen Randy Rhoads, med samma namn, först som specialbygge unikt till gitarristens egna preferenser gällande sitt gitarrspel, men godkändes senare av Rhoads till att bli en serietillverkad modell. Rhoads hann bara spela på prototypen innan han avled i en flygolycka.
- Jackson King V
- Jackson Dinky